# Eccidio di Torre Paponi
L'eccidio di Torre Paponi è stata una strage nazifascista avvenuta tra il 14 e il 16 dicembre 1944 a Torre Paponi, frazione del comune di Pietrabruna, in provincia di Imperia. Nel corso dell'attacco furono assassinati 26 civili e due partigiani.

## Antefatti
Sul finire del 1944 le vallate a ovest di Imperia, in particolare la valle Argentina e la valle del Prino, diventano la base della IV Brigata Garibaldi. Decisi ad annientare le forze partigiane presenti sul territorio, il 13 dicembre 1944 i tedeschi diedero il via a un ampio rastrellamento.
Nella mattinata del 14, un gruppo di partigiani agli ordini del comandante "Curto", appostati in agguato alle porte di Pietrabruna, è investito dal fuoco nemico proveniente dalle case del paese. Dopo una sparatoria i partigiani, che lamentano un morto (Giuseppe Sciandra "Matteo") e un ferito grave, riescono a sganciarsi con successo. Nonostante l'attacco, gruppi di partigiani continuano a stazionare nella vallata del San Lorenzo passando anche per il borgo di Torre Paponi, un villaggio di circa 150 abitanti, popolato principalmente da contadini e agricoltori, dove nelle ultime settimane hanno trovato rifugio gruppi di sfollati provenienti da Torri di Ventimiglia.
Nella tarda mattinata fece la sua comparsa in zona un gruppo di tedeschi, con al seguito un gruppo di prigionieri, che si diresse verso Lingueglietta. Arrivati in cima sulla collina che separa i due paesi, i tedeschi fucilarono quattro ostaggi (Francesco Guasco, Carolina Guasco, Agostino Ballestra e Pietro Lanteri) che avevano condotto con loro. A Lanteri, ancora agonizzante, venne infilato in bocca un pezzo di pane che teneva in tasca. Dopo l'esecuzione, i tedeschi proibirono di rimuovere o seppellire i cadaveri. Però dopo poco tempo il comandante “Curto”, di passaggio, ordina il recupero della salma ed il parroco la fa seppellire.
Nel primo pomeriggio, verso le 14:30, i nazisti si presentarono a Torre Paponi a bordo di una quindicina di autocarri. Dopo aver circondato l'abitato i tedeschi aprirono il fuoco con i mitra contro le case. Mentre prosegue il fuoco un gruppo di militari tedeschi fece irruzione tra le stradine del borgo sparando contro un gruppo di giovani e poi contro un ragazzo, il diciassettenne Agostino Ballestra, sfollato da Torri di Ventimiglia, colto di sorpresa mentre trasportava delle fascine. Successivamente i tedeschi aprirono il fuoco contro due donne che stavano chiamando a gran voce rispettivamente il proprio figlio e il proprio fratello ferendole. Una delle due morirà qualche giorno dopo per le ferite. Prima di ritirarsi con cinque ostaggi i nazisti bruciarono due case e alcuni fienili.
Verso sera gran parte del contingente tedesco fece rientro al Comando di Arma di Taggia con cinque ostaggi che verranno poi rilasciati in cambio della promessa di non dare ospitalità ai partigiani. Un numero minore di tedeschi rimase invece nascosto tra i boschi intorno a Torre Paponi con l'ordine di registrare i movimenti dei partigiani.
All'alba del 15 i nazifascisti continuarono il rastrellamento tra i borghi di Torre Paponi, Pietrabruna, Lingueglietta. A causa degli scarsi risultati conseguiti però, tedeschi e fascisti iniziarono a razziare il bestiame scatenando la rabbia dei contadini che avvisarono i partigiani di quanto stava avvenendo. Così, una squadra di garibaldini attaccò i tedeschi causando loro due morti e costringendoli alla ritirata verso San Lorenzo al Mare.

## La strage
Dopo l'attacco partigiano del 15 il Comando tedesco ordinò una rappresaglia su Torre Paponi da condursi il giorno successivo con l'impiego di truppe delle SS e della locale Brigata Nera.
Così nella notte tra il 15 e il 16 alcune colonne tedesche, partite da Castellaro s'inerpicarono a caccia di partigiani sul monte Faudo e sul passo Vena. Dopo aver rastrellato il passo Follia e San Salvatore, si scontrarono con le pattuglie del distaccamento di Italo sotto il monte Faudo. All'alba del 16 le SS, accompagnate da una spia in borghese, investirono l'accampamento del distaccamento "Nino Stella". Costretti alla ritirata partigiani si ritirarono presso il distaccamento di "Pancio". Più tardi morì in uno scontro a fuoco con i nazifascisti il garibaldino della IV brigata Antonio Novella "Novella".
Contemporaneamente, a est, una seconda colonna nazifascista, composta da sei autocarri, occupò Dolcedo per poi raggiungere il borgo di Bellissimi e Santa Brigida da dove lanciò razzi bianchi segnalando così l'inizio dell'attacco. I tedeschi iniziarono quindi a rastrellare la valle sotto Santa Brigida, Lecchiore e San Bernardo.
Contemporaneamente a Lingueglietta le SS altoatesine arrestarono il parroco del paese don Vittorio De Andreis, ritenuto colpevole di aver avvertito i partigiani con i rintocchi del mattino della presenza tedesca. Dopo aver incendiato molte case, prelevarono ventotto ostaggi che tradussero alle carceri di Oneglia. Successivamente la colonna tedesca lasciò Lingueglietta alla volta di Torre Paponi che, alle prime si ritrovò così a essere circondata da più di 800 uomini tra nazisti e fascisti. Il piccolo abitato fu investito da un violentissimo fuoco, di armi sia pesanti sia leggere. Ad accentuare la portata distruttiva dell'attacco, i nazifascisti impiegarono mortai, lanciafiamme, proiettili traccianti e razzi.
Dopo circa mezz'ora venne dato l'ordine di cessare il fuoco: dopodiché i nazifascisti si lanciarono all'attacco sparando a chiunque incontrassero lungo le stradine del borgo. È in questo frangente che vennero uccisi il quarantatreenne Antonio Fossati, il sedicenne Giacomo Papone, il decoratore quarantunenne Matteo Temesio.
Matteo Temesio, decoratore di 41 anni, catturato presso la sua casa e condotto un po' fuori del paese, fu ucciso con un colpo di rivoltella alla nuca. Vennero uccisi anche Ernesto Pagani, Valentino Gonella, Luigi Papone (uno degli ostaggi rilasciato il giorno precedente), Bartolomeo Papone e Francesco Barla, sorpresi in gruppo dai tedeschi per i vicoli di Torre Papone. Bartolomeo Papone venne ucciso invece sulla soglia di casa, mentre il diciassettenne Stefano Papone fu trucidato presso il campo da bocce.
Nel frattempo un consistente gruppo di abitanti del paese fu sospinto dai nazifascisti dentro la chiesa parrocchiale e qui ammassato. A un certo momento vennero prelevati don Pietro De Carli parroco del paese, don Vittorio De Andreis, Egidio Papone, Andrea Ascheri, Antonio Geranio, Domenico e Mario Maccario. I quattro civili, escluso Ascheri che, dopo un processo farsa, verrà risparmiato, vennero assassinati a raffiche di mitra lungo la mulattiera per Boscomare. I due sacerdoti invece furono condotti in un fienile, legati, fatti inginocchiare, cosparsi di benzina e arsi vivi.
Dopo la strage i nazifascisti razziarono il paese e bruciarono 82 case, comprese la scuola e l'asilo.

## Conseguenze
Il 16 dicembre morì all'ospedale Ida Papone, ferita mortalmente dai tedeschi due giorni prima. Il 17, sempre all'ospedale di Imperia, spirò suor Giovanna Simondini, ferita il giorno precedente.

## Vittime
- Giovanni Amoretti
- Giovanni Battista Ballestra
- Agostino Ballestra
- Francesco Ballestra
- Francesco Barla
- Don Vittorio De Andreis
- Don Pietro De Carli
- Antonio Fossati
- Antonio Geranio
- Valentino Gonella
- Carolina Guasco
- Francesco Guasco
- Pietro Lanteri
- Domenico Maccario
- Mario Maccario
- Antonio Novella
- Valente Pagani
- Bartolomeo Papone fu Maurizio
- Bartolomeo Papone di Giacomo
- Egidio Papone
- Giacomo Papone
- Ida Papone
- Luigi Papone
- Stefano Papone
- Gio Battista Ranise
- Giovanna Sismondini
- Giuseppe Sciandra
- Matteo Temesio

## Monumenti e omaggi
Il 16 dicembre 1984 è stato inaugurato un monumento in ricordo delle vittime dell'eccidio opera di Bartolomeo Papone. All'interno del borgo è presente un cippo con tutti i nominativi dei Caduti.
Don Pietro De Carli e don Vittorio De Andreis sono stati insigniti della croce di guerra al valor militare.